# Benac (Arieja)
Benac (francès Bénac) és un municipi francès del departament de l'Arieja i la regió d'Occitània.